# Herning
Herning – miasto w Danii, w środkowej części Półwyspu Jutlandzkiego, w regionie Jutlandia Środkowa (d. okręgu Ringkjøbing); siedziba gminy Herning.
Jest jednym z większych miast regionu. W mieście znajduje się stacja kolejowa Herning.
Miasto ma własną telewizję, radio i ukazującą się codziennie gazetę.

## Atrakcje turystyczne

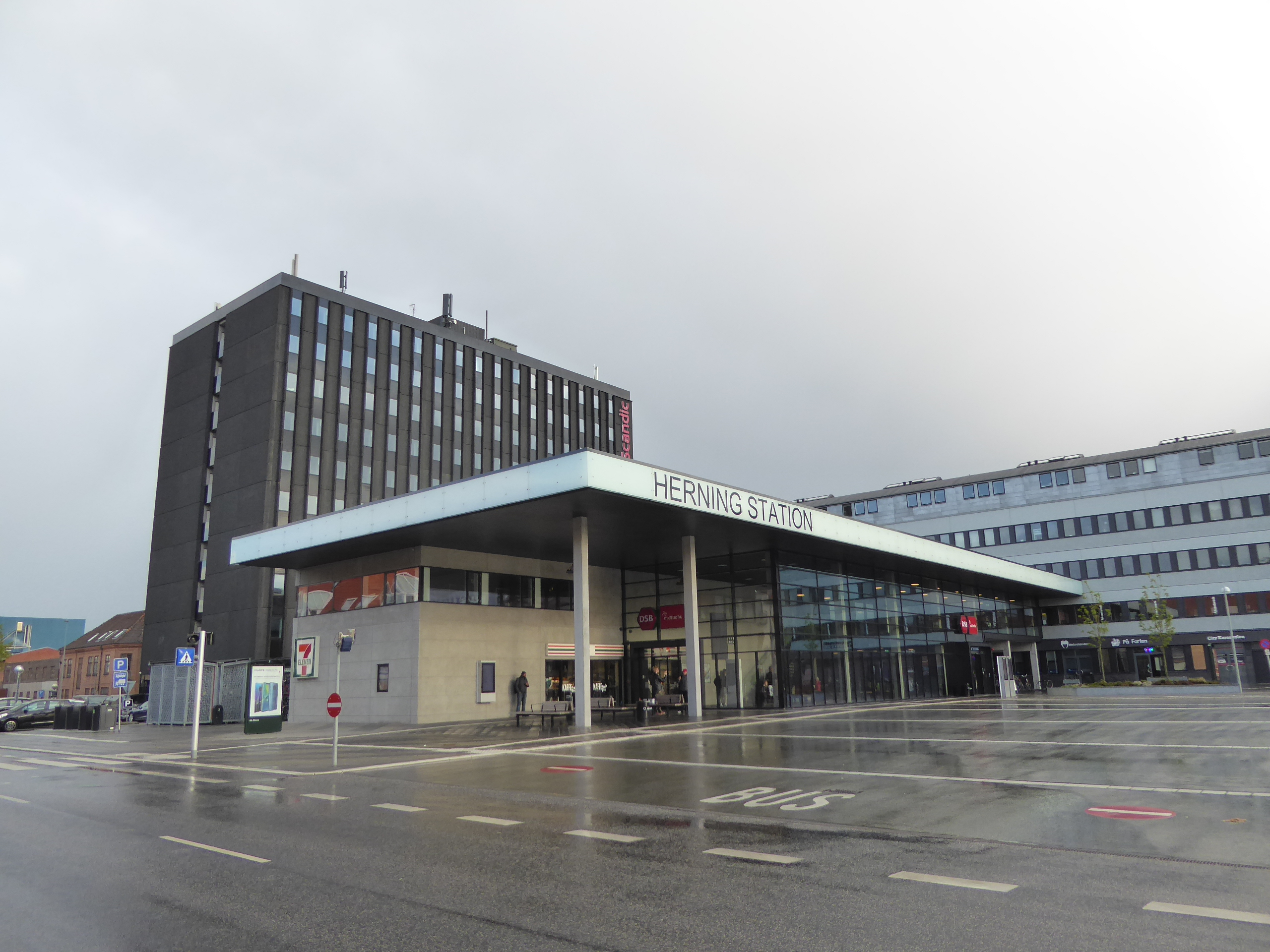
Nowy budynek dworca Herning w Danii. Czarny budynek za nim to hotel Scandic Regina.

W Herning działa muzeum sztuki współczesnej HEART – Herning Museum of Contemporary Art. Obok znajduje się inne muzeum sztuki współczesnej – Carl-Henning Pedersen & Else Alfelt Museum, które gromadzi dzieła współczesnego malarza duńskiego Carla-Henninga Pedersena. 
W mieście znajdują się także trzy budynki autorstwa Jørna Utzona, architekta, który zaprojektował bryły Sydney Opera House oraz monumentalna rzeźba „Elia”, autorstwa Ingvara Cronhammara.

## Sport
- Herning Blue Fox – klub hokejowy
- FC Midtjylland – klub piłkarski

## Miasta partnerskie
- Kielce
- Piła